# Hubert Raudaschl
Hubert Raudaschl (Sankt Gilgen am Wolfgangsee, 26 de agosto de 1942) é um velejador austríaco, medalhista de prata olímpico.

## Carreira
Hubert Raudaschl representou seu país nove vezes em Olimpíadas, é o recordista de presenças olímpicas na vela, nos Jogos Olímpicos de 1964 a 1996, na qual conquistou medalha de prata classe finn em 1968, e na classe star em Moscou 1980.